# 龙陵钝果寄生
龙陵钝果寄生（学名：Taxillus sericus）为桑寄生科钝果寄生属下的一个种。

## 扩展阅读
- 維基物種上的相關：龙陵钝果寄生